# Краснюк Віталій Миколайович
Віта́лій Микола́йович Красню́к (2 червня 1969, м. Переяслав — 10 березня 2022, с. Гаврилівка на Чернігівщині) — журналіст, артист естради, громадський діяч, військовий.

## Біографія
Краснюк Віталій Миколайович народився 2 червня 1969 року в м. Переяслав-Хмельницькому Київської області.
Закінчив середню школу в с. Ташань (тепер Бориспільського району).
Строкову службу проходив в ГСВГ (Групі радянських військ в Німеччині).
1993 — закінчив Переяслав-Хмельницький педагогічний інститут імені Г.Сковороди, філолог.
Працював в ЗМІ в Києві (кореспондентом у газетах: «Київський вісник», «Турбота», «Кримінальний огляд», «Персонал плюс»), ведучим в Ансамблі пісні та танцю Збройних сил України. 
Вів велику громадську діяльність в Києві та області.
- 1993—1997 рік — директор ПП "Редакція журналу «Постфактум»;
- 1997—1998 рік — керівник суспільнополітичної програми у телекомпанії «Київ»;
- 1998—2000 рік — спеціальний кореспондент газети Верховної Ради України «Голос України»;
- Із 2001 року — зареєстрований як ФОП (рекламно-виставкова діяльність, організація виставкових та концертних заходів):
- Із 2009 року — прес-секретар Української народної партії, відповідальний за комунікацію зі ЗМІ.

Добровольцем пішов в АТО (воював із 2014 по 2017 рік), мав контузію. Звідти повернувся офіцером СБУ.
Служив в Службі Безпеки України, майор.
Загинув зі своєю групою в бою з загарбниками біля села Гаврилівка на Чернігівщині.
Похований з почестями в рідному с. Ташань в квітні 2022 року.
Без Віталія лишилися дружина Вікторія Іванівна, дві доньки.

## Творчість
Яскраво насичена й творча діяльність цієї непересічної людини. Віталій Краснюк — визнаний майстер конферансу, естрадних монологів, діалогів, інтермедій, скетчів, пародій тощо. Чудово володів мистецтвом імітування. Із власними програмами виступав на різноманітних сценах, добре відомий слухачам як співведучий популярних розважальних програм Українського радіо.
Заснував і видавав авторську сатиричну газету «Від вуха до вуха».
Видав книгу про своє рідне село: «Ташань на землі Переяславській», збірку сатири та гумору «Королівське весілля», випустив компакт-диск — гумористичний альбом «Усміхаймося!».

## Громадська діяльність
Член Народного Руху України.
.Учасник Помаранчевої революції та Євромайдану.
Член Творчої спілки "Асоціація діячів естрадного мистецтва України"

## Нагороди і відзнаки
- 2022 — Святійший Патріарх Київський та всієї Руси-України Філарет нагородив майора СБУ Віталія Краснюка (посмертно) Орденом Рівноапостольного князя Володимира.
- 2017 - відзнака Президента України "За участь в антитерористичній операції"
- 2022 - орден "За мужність" 3 ступеня.
- Лауреат багатьох Всеукраїнських конкурсів гумору, артистів естради.
- Почесний громадянин Переяславської громади (посмертно)[1]